# Tenis na Letních olympijských hrách 2020 – smíšená čtyřhra
Smíšená čtyřhra na Letních olympijských hrách 2020 probíhala od 28. července do 1. srpna 2021. Do smíšené soutěže tokijského olympijského turnaje nastoupilo šestnáct párů. Dějištěm se staly dvorce s tvrdým povrchem DecoTurf v Tenisovém parku Ariake. Letní olympijské hry 2020 byly o rok odloženy kvůli pandemii covidu-19. Vzhledem k obnovení japonského nouzového stavu pro sílící epidemii v oblasti Tokia se hry konaly bez diváků. Obhájci zlatých medailí byli Američané Bethanie Matteková-Sandsová a Jack Sock, který se na hry nekvalifikoval. Spoluhráčem Mattekové-Sandsové se stal Rajeev Ram obhajující riodejaneirské stříbro, hned v prvním kole však dohráli na raketách německého páru Laura Siegemundová a Kevin Krawietz.
Olympijský turnaj pořádaly Mezinárodní tenisová federace a Mezinárodní olympijský výbor. Smíšená čtyřhra byla součástí profesionálních okruhů ATP Tour a WTA Tour. Tenisté si do žebříčku nepřipsali žádné body. Hrálo se na dva vítězné sety. Tiebreak uzavíral první dva sety za stavu her 6–6. Případnou rozhodující sadu tvořil supertiebreak.
Smíšená čtyřhra se hrála na sedmém z šestnácti ročníků, na nichž byl tenis zařazen do programu olympijských her. Poprvé se na olympiádě objevila v roce 1900. Následně se stala její součástí v letech 1912, 1920 a 1924. Mezi pravidelné soutěže se vrátila až v Londýně 2012.  
Olympijskými vítězi se stali čtvrtí nasazení Rusové reprezentující Ruský olympijský výbor Anastasija Pavljučenkovová s Andrejem Rubljovem, kteří v ryze ruském finále zdolali dvojici Jelena Vesninová a Aslan Karacev. Po rovnocenném rozdělení úvodních dvou sad 6–3 a 6–7(5–7) rozhodl o šampionech až supertiebreak poměrem míčů [13–11], přičemž za vítězní Pavljučenkovová s Rubljovem museli za stavu 9–10 odvracet mečbol svých krajanů. V podobné situaci se ocitli už v semifinálové utkání proti Australanům. 
Bronz připadl bez boje australskému páru Ashleigh Bartyová a John Peers, když srbský pár Nina Stojanovićová a Novak Djoković před zápasem o bronzovou medaili z turnaje odstoupil pro zranění ramena Djokoviće. Srbská světová jednička předtím ve stejný den prohrála i boj o bronz z mužské dvouhry.

## Harmonogram
| Harmonogram      | Harmonogram  | Harmonogram  | Harmonogram  | Harmonogram  | Harmonogram |
| Datum            | 28. července | 29. července | 30. července | 31. července | 1. srpna    |
| Zahájení (UTC+9) | 11:00        | 15:00        | 15:00        | 15:00        | 15:00       |
| ---------------- | ------------ | ------------ | ------------ | ------------ | ----------- |
| Smíšená čtyřhra  | 1. kolo      | čtvrtfinále  | semifinále   | o bronz      | o zlato     |

## Nasazení párů
1.    Kristina Mladenovicová (FRA) /  Nicolas Mahut (FRA) (1. kolo)
 2.    Maria Sakkariová (GRE) /  Stefanos Tsitsipas (GRE) (2. kolo)
 3.    Bethanie Matteková-Sandsová (USA) /  Rajeev Ram (USA) (1. kolo)
 4.    Anastasija Pavljučenkovová (ROC) /  Andrej Rubljov (ROC) (vítězové, zlatá medaile)

## Pavouk
| Legenda                                                            |                                                |
| - ITF – pozvání ITF - PR – žebříčková ochrana - d – diskvalifikace | - Alt – náhradník - r – skreč - w/o – bez boje |

| První kolo | První kolo                                  | První kolo | První kolo | První kolo |  |   | Čtvrtfinále                             | Čtvrtfinále                          | Čtvrtfinále | Čtvrtfinále | Čtvrtfinále |  |  | Semifinále | Semifinále                              | Semifinále | Semifinále | Semifinále |  |                           | Finále o zlatou medaili               | Finále o zlatou medaili                 | Finále o zlatou medaili   | Finále o zlatou medaili   | Finále o zlatou medaili |
|            |                                             |            |            |            |  |   |                                         |                                      |             |             |             |  |  |            |                                         |            |            |            |  |                           |                                       |                                         |                           |                           |                         |
| 1          | K Mladenovic (FRA) · N Mahut (FRA)          | 4          | 2          |            |  |   |                                         |                                      |             |             |             |  |  |            |                                         |            |            |            |  |                           |                                       |                                         |                           |                           |                         |
|            | J Vesnina (ROC) · A Karacev (ROC)           | 6          | 6          |            |  |   |                                         | J Vesnina (ROC) · A Karacev (ROC)    | 6           | 6           |             |  |  |            |                                         |            |            |            |  |                           |                                       |                                         |                           |                           |                         |
| Alt        | F Ferro (FRA) · P-H Herbert (FRA)           | 3          | 63         |            |  |   | I Świątek (POL) · Ł Kubot (POL)         | 4                                    | 4           |             |             |  |  |            |                                         |            |            |            |  |                           |                                       |                                         |                           |                           |                         |
|            | I Świątek (POL) · Ł Kubot (POL)             | 6          | 7          |            |  |   |                                         |                                      |             |             |             |  |  |            | J Vesnina (ROC) · A Karacev (ROC)       | 7          | 7          |            |  |                           |                                       |                                         |                           |                           |                         |
| 3          | B Mattek-Sands (USA) · R Ram (USA)          | 4          | 7          | [8]        |  |   |                                         |                                      |             |             |             |  |  |            | N Stojanović (SRB) · N Djoković (SRB)   | 64         | 5          |            |  |                           |                                       |                                         |                           |                           |                         |
|            | L Siegemund (GER) · K Krawietz (GER)        | 6          | 5          | [10]       |  |   |                                         | L Siegemund (GER) · K Krawietz (GER) | 1           | 2           |             |  |  |            |                                         |            |            |            |  |                           |                                       |                                         |                           |                           |                         |
|            | N Stojanović (SRB) · N Djoković (SRB)       | 6          | 6          |            |  |   | N Stojanović (SRB) · N Djoković (SRB)   | 6                                    | 6           |             |             |  |  |            |                                         |            |            |            |  |                           |                                       |                                         |                           |                           |                         |
|            | L Stefani (BRA) · M Melo (BRA)              | 3          | 4          |            |  |   |                                         |                                      |             |             |             |  |  |            |                                         |            |            |            |  |                           |                                       | J Vesnina (ROC) · A Karacev (ROC)       | 3                         | 7                         | [11]                    |
|            | J Švedova (KAZ) · A Golubjev (KAZ)          | 3          | 63         |            |  |   |                                         |                                      |             |             |             |  |  |            |                                         |            |            |            |  |                           | 4                                     | A Pavljučenkova (ROC) · A Rubljov (ROC) | 6                         | 65                        | [13]                    |
| ITF        | E Šibahara (JPN) · B McLachlan (JPN)        | 6          | 7          |            |  |   | ITF                                     | E Šibahara (JPN) · B McLachlan (JPN) | 5           | 7           | [8]         |  |  |            |                                         |            |            |            |  |                           |                                       |                                         |                           |                           |                         |
|            | D Jurak (CRO) · I Dodig (CRO)               | 7          | 4          | [9]        |  | 4 | A Pavljučenkova (ROC) · A Rubljov (ROC) | 7                                    | 60          | [10]        |             |  |  |            |                                         |            |            |            |  |                           |                                       |                                         |                           |                           |                         |
| 4          | A Pavljučenkova (ROC) · A Rubljov (ROC)     | 5          | 6          | [11]       |  |   |                                         |                                      |             |             |             |  |  | 4          | A Pavljučenkova (ROC) · A Rubljov (ROC) | 5          | 6          | [13]       |  |                           |                                       |                                         |                           |                           |                         |
|            | A Barty (AUS) · J Peers (AUS)               | 6          | 7          |            |  |   |                                         |                                      |             |             |             |  |  |            | A Barty (AUS) · J Peers (AUS)           | 7          | 4          | [11]       |  |                           |                                       |                                         |                           |                           |                         |
|            | N Podoroska (ARG) · H Zeballos (ARG)        | 1          | 63         |            |  |   |                                         | A Barty (AUS) · J Peers (AUS)        | 6           | 4           | [10]        |  |  |            |                                         |            |            |            |  | Zápas o bronzovou medaili | Zápas o bronzovou medaili             | Zápas o bronzovou medaili               | Zápas o bronzovou medaili | Zápas o bronzovou medaili |                         |
|            | G Dabrowski (CAN) · F Auger-Aliassime (CAN) | 3          | 4          |            |  | 2 | M Sakkari (GRE) · S Tsitsipas (GRE)     | 4                                    | 6           | [6]         |             |  |  |            |                                         |            |            |            |  |                           | N Stojanović (SRB) · N Djoković (SRB) |                                         |                           |                           |                         |
| 2          | M Sakkari (GRE) · S Tsitsipas (GRE)         | 6          | 6          |            |  |   |                                         |                                      |             |             |             |  |  |            |                                         |            |            |            |  |                           |                                       | A Barty (AUS) · J Peers (AUS)           | w/o                       |                           |                         |

## Seznam kvalifikovaných párů
| Seznam párů smíšené čtyřhry            |                                            |                                            |                                            |                                            |                                            |                 |                       |                          |
| Poř.                                   | KŽ                                         | Ženská deblistka                           | Ženská deblistka                           | Ženská deblistka                           | Mužský deblista                            | Mužský deblista | Mužský deblista       | národní olympijský výbor |
| Poř.                                   | KŽ                                         | dvouhra                                    | čtyřhra                                    | tenistka                                   | dvouhra                                    | čtyřhra         | tenista               | národní olympijský výbor |
| Přímá účast dle kombinovaného žebříčku |                                            |                                            |                                            |                                            |                                            |                 |                       |                          |
| 1.                                     | 6.                                         | 59.                                        | 3.                                         | Kristina Mladenovicová                     | 305.                                       | 3.              | Nicolas Mahut         | Francie                  |
| 2.                                     | 22.                                        | 18.                                        | 228.                                       | Maria Sakkariová                           | 4.                                         | 148.            | Stefanos Tsitsipas    | Řecko                    |
| 3.                                     | 24.                                        | 269.                                       | 13.                                        | Bethanie Matteková-Sandsová                | –                                          | 11.             | Rajeev Ram            | Spojené státy americké   |
| 4.                                     | 25.                                        | 357.                                       | 1.PR(141.)                                 | Jelena Vesninová                           | 24.                                        | 232.            | Aslan Karacev         | Sportovci ROV            |
| 5.                                     | 26.                                        | 1.                                         | 27.                                        | Ashleigh Bartyová                          | –                                          | 25.             | John Peers            | Austrálie                |
| 6.                                     | 26.                                        | 19.                                        | 83.                                        | Anastasija Pavljučenkovová                 | 7.                                         | 71.             | Andrej Rubljov        | Sportovci ROV            |
| 7.                                     | 26.                                        | 9.                                         | 42.                                        | Iga Świąteková                             | –                                          | 17.             | Łukasz Kubot          | Polsko                   |
| 8.                                     | 30.                                        | –                                          | 22.                                        | Darija Juraková                            | –                                          | 8.              | Ivan Dodig            | Chorvatsko               |
| 9.                                     | 32.                                        | 519.                                       | 11.                                        | Gabriela Dabrowská                         | 21.                                        | 81.             | Félix Auger-Aliassime | Kanada                   |
| 10.                                    | 41.                                        | 788.                                       | 23.                                        | Luisa Stefaniová                           | –                                          | 18.             | Marcelo Melo          | Brazílie                 |
| 11.                                    | 45.                                        | 33.                                        | 357.                                       | Paula Badosová                             | 12.                                        | 68.             | Pablo Carreño Busta   | Španělsko                |
| 12.                                    | 46.                                        | 40.                                        | 69.                                        | Nadia Podoroská                            | –                                          | 6.              | Horacio Zeballos      | Argentina                |
| 13.                                    | 53.                                        | 55.                                        | 33.                                        | Laura Siegemundová                         | 688.                                       | 20.             | Kevin Krawietz        | Německo                  |
| 14.                                    | 53.                                        | 47.PR(435.)                                | 14.PR                                      | Jaroslava Švedovová                        | 856.                                       | 39.             | Andrej Golubjev       | Kazachstán               |
| 15.                                    | 54.                                        | 85.                                        | 53.                                        | Nina Stojanovićová                         | 1.                                         | 219.            | Novak Djoković        | Srbsko                   |
| Náhradníci                             |                                            |                                            |                                            |                                            |                                            |                 |                       |                          |
| Alt                                    | 56.                                        | 49.                                        | 629.                                       | Fiona Ferrová                              | 87.                                        | 7.              | Pierre-Hugues Herbert | Francie                  |
| Pořadatelský stát                      |                                            |                                            |                                            |                                            |                                            |                 |                       |                          |
| P1.                                    | 56.                                        | 492.                                       | 14.                                        | Ena Šibaharaová                            | –                                          | 42.             | Ben McLachlan         | Japonsko                 |
| Legenda                                |                                            |                                            |                                            |                                            |                                            |                 |                       |                          |
| PR                                     | hráčka nastoupila pod žebříčkovou ochranou | hráčka nastoupila pod žebříčkovou ochranou | hráčka nastoupila pod žebříčkovou ochranou | hráčka nastoupila pod žebříčkovou ochranou | hráčka nastoupila pod žebříčkovou ochranou |                 |                       |                          |